# 粒子検出器

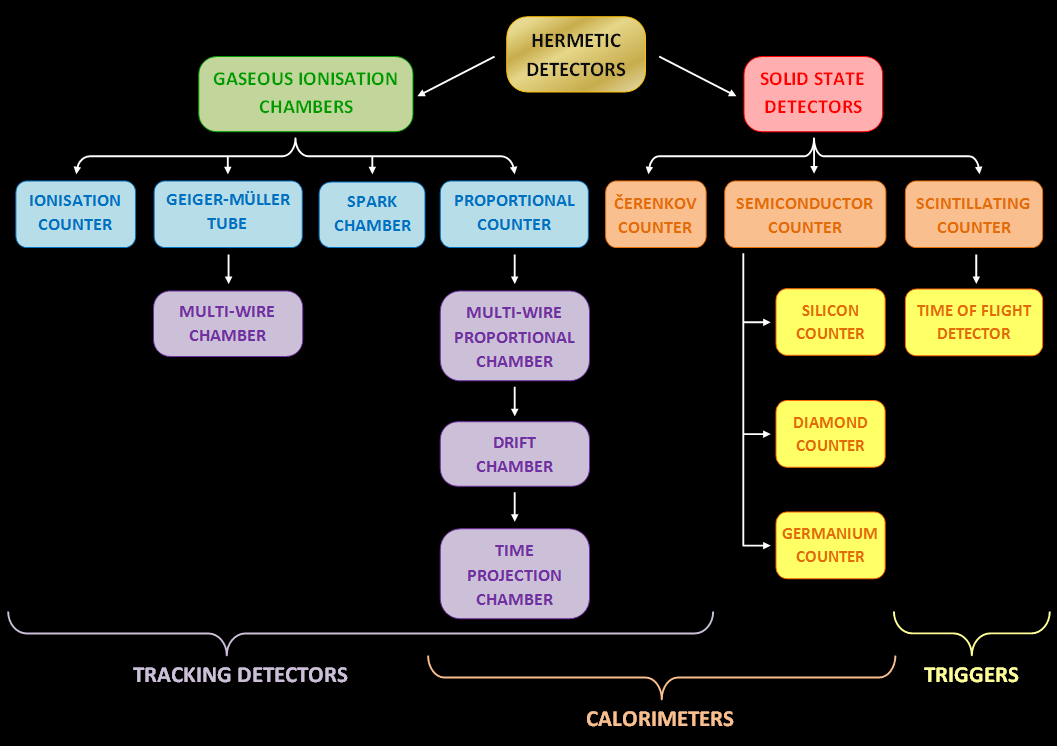
粒子検出器の要旨

実験及び応用素粒子物理学、原子核物理学、原子力工学において、粒子検出器（りゅうしけんしゅつき、particle detector）、または一般に放射線検出器（ほうしゃせんけんしゅつき、radiation detector）とは、原子核壊変によって生じる放射線、宇宙線、または加速器の反応によって生じるさまざまな放射線・高エネルギー粒子を検出・追跡、特定するための装置である。現代の検出器はカロリーメータにより放射線のエネルギーを測定する。これらはまた、運動量、スピン、電荷などの素粒子の属性を測定することもある。

## 概要
検出器はサイズ・コストともに巨大な現代の加速器のために設計された。「カウンター」はよく検出器の意味として使われるが、たんにカウンターといった場合はあくまで粒子を数えるだけであって、粒子のエネルギーや電荷などはわからない。粒子検出器は電離放射線（高エネルギー光子あるいは可視光）を検出することもよくある。
もし放射線測定の主要な目的が、（質量のある）放射線を検出することであれば、光子は質量がゼロの粒子である。しかしそれでも粒子検出器の呼称は正しい。

### 粒子検出器の例と種類
電離式検出器（気体電離式検出器と半導体検出器は最も典型的である）とシンチレーション検出器は多くの検出器として開発され、用いられてきた。しかし他には、チェレンコフ光や遷移放射 (transition radiation) といった完全に異なる原理を応用したものもある。
過去に用いられた粒子検出器
- 泡箱
- ウィルソン霧箱（膨張霧箱）
- 写真乾板

放射線防護のための検出器
- 線量計

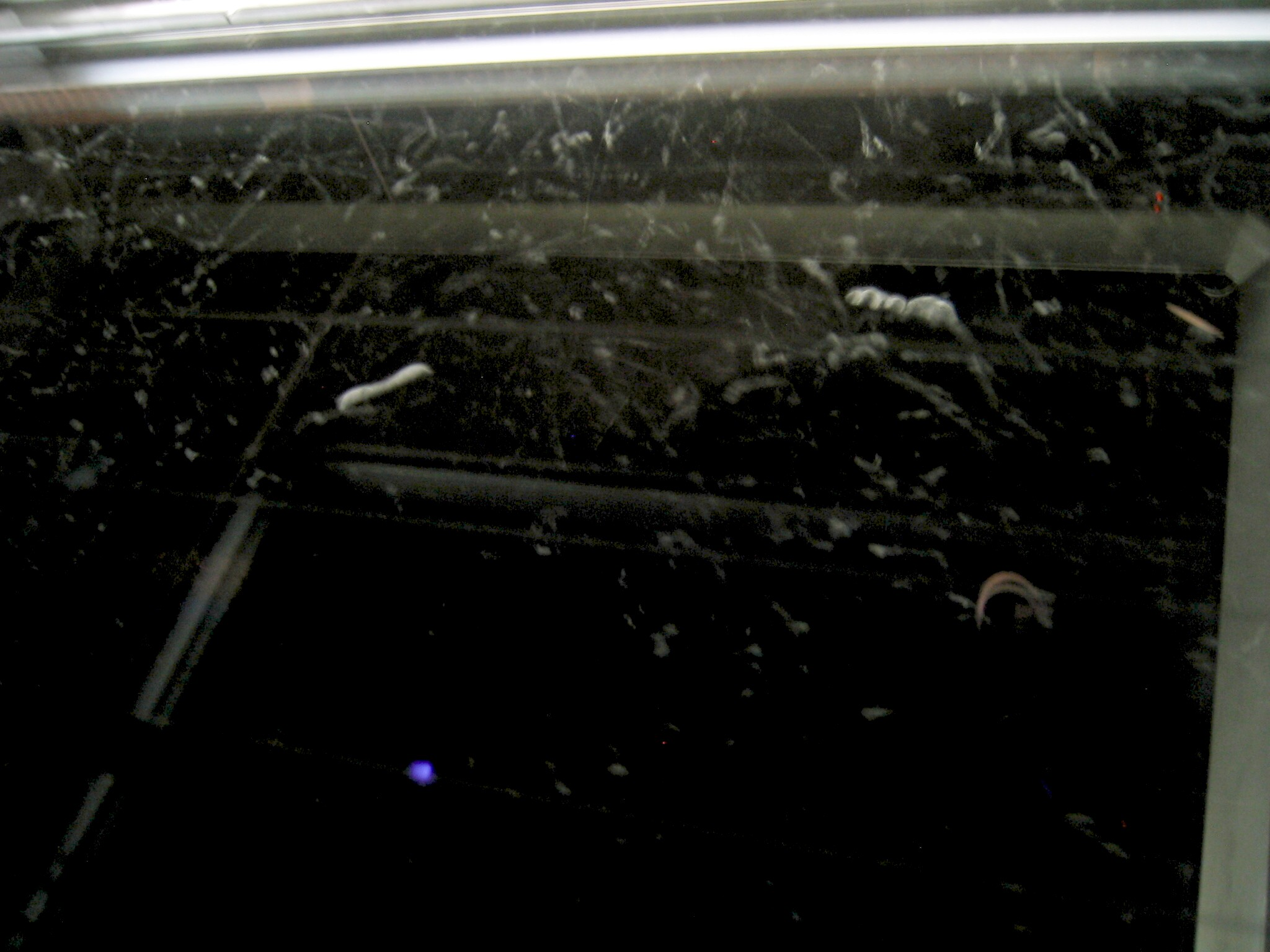
霧箱による電離放射線の可視化。短くて密集した線がアルファ線で、長くてぼんやりとした線がベータ線である。

- 検電器（小型の検電器は、線量計として用いられる）

素粒子および原子核物理学でよく用いられる検出器
- 気体電離式検出器
  - 電離箱
  - 比例計数管
    - 多線式比例計数管
    - ドリフトチェンバー
    - タイムプロジェクションチェンバー

  - ガイガーミュラー管(ガイガー＝ミュラー計数管)

- 固体検出器
  - 半導体検出器およびそれとは異なるCCD
  - 固体飛跡検出器
  - チェレンコフ検出器
    - リングイメージングチェレンコフ検出器

  - シンチレーション検出器（シンチレータに光電子増倍管、フォトダイオードあるいはアバランシェフォトダイオードを組み合わせて用いる）
    - ルーカスセル
    - 飛跡時間検出器

  - 半導体検出器
    - シリコンバーテックス検出器

  - 遷移放射線検出器

- カロリーメーター (素粒子物理学)
- マイクロチャンネルプレート
- 中性子検出器

### 現代の検出器
素粒子物理学において用いられる現代の検出器は、上記の検出器をたまねぎのように多層状に複数、組み合わせて用いられる。

## 実際に使われている粒子検出器

### 加速器
- CERN
  - 大型ハドロン衝突型加速器(LHC)
    - CMS（英語版）
    - ATLAS検出器
    - ALICE検出器
    - LHCb

  - LEP（英語版）
    - Aleph
    - Delphi
    - L3
    - Opal

  - スーパー陽子シンクロトロン（英語版）
    - COMPASS実験（英語版）
    - Gargamelle
    - NA49
- フェルミ国立加速器研究所
  - テバトロン
    - CDF
    - D0
- ドイツ電子シンクロトロン
  - HERA
    - H1（英語版）
    - HERA-B（英語版）
    - HERMES実験（英語版）
    - ZEUS（英語版）
- ブルックヘブン国立研究所
  - 相対論的重イオンコライダー（英語版）
    - PHENIX
    - Phobos
    - STAR
- SLAC国立加速器研究所
  - PeP-II
    - BaBar実験（英語版）

  - SLC
    - SLD
- コーネル大学
  - CESR（英語版）
    - CLEO（英語版）
    - CUSB（英語版）
- BINP（英語版）
  - VEPP-2MおよびVEPP-2000
    - ND実験（英語版）
    - SND実験（英語版）
    - CMD

  - VEPP-4
    - KEDR
- その他
  - カリフォルニア大学アーバイン校のMECO from UC Irvine

### 建設中
- 国際リニアコライダー
  - CALICE

### 加速器以外
- スーパーカミオカンデ
- AMANDA（英語版）
- CMDS（英語版）